# È rock & roll
È rock & roll è un album di Ricky Gianco pubblicato nel 1991 dalla Fonit Cetra.

## Il disco
L'album racchiude alcune reinterpretazioni di classici del rock and roll italiano degli anni cinquanta: sono quindi presenti successi di Brunetta (Precipito, incisa però anche da Gianco all'epoca), Adriano Celentano (Il ribelle e Sei rimasta sola, quest'ultima scritta per lui da Gianco), I Due Corsari (Una fetta di limone), Pino Donaggio (Il cane di stoffa), Giorgio Gaber (Rock della solitudine) ed altri.
Completano l'album Te ne vai, inciso da Gianco nel 1962 e pubblicato come Lato B di Vedrai che passerà, La camicia blu, incisa da Gianco nel 1960 insieme a I Ribelli, e l'inedito È rock & roll.
Tra i musicisti che hanno partecipato alle registrazioni del disco sono da citare Jeff Porcaro e Steve Lukather, rispettivamente batterista e chitarrista dei Toto, e James Burton, chitarrista statunitense.

## Tracce
1. Precipito – 3:14 – originariamente interpretata da Brunetta e Ricky Gianco
2. Te ne vai – 3:25
3. Vorrei sapere perché – 4:00 – originariamente interpretata da Luigi Tenco
4. Teddy Girl – 2:32 – originariamente interpretata da Adriano Celentano
5. Rock della solitudine – 3:21 – originariamente interpretata da Giorgio Gaber
6. Due ombre lunghe – 3:33 – originariamente interpretata da Gino Paoli
7. Il cane di stoffa – 2:37 – originariamente interpretata dai Pino Donaggio
8. Il ribelle – 2:32 – originariamente interpretata da Adriano Celentano
9. Una fetta di limone – 3:16 – originariamente interpretata da I Due Corsari
10. Genevieve – 3:19 – originariamente interpretata da Giorgio Gaber
11. La camicia blu – 3:35 – originariamente interpretata da Ricky Gianco e I Ribelli
12. Sei rimasta sola – 3:27 – originariamente interpretata da Adriano Celentano
13. È rock 'n' roll – 5:58

## Formazione[1]
- Ricky Gianco – voce
- Jeff Porcaro – batteria
- Bob Glaub – basso
- Steve Lukather – chitarra
- James Burton – chitarra
- Kenny Lee Lewis – chitarra acustica, synth
- Michael Finnigan – pianoforte, organo Hammond
- Chris Boardman – synth
- Sneaky Pete Kleinow – pedal steel guitar
- Adriano Pennino – pianoforte, tastiera
- Tony Selvage – violino
- Lee Thorburg – tromba
- Steve Madaio – tromba
- Jerome Jumonville – sax tenore
- Tom Timeo – sax tenore
- Greg Smith – sax baritono
- Aida Cooper – cori
- Giulia Fasolino – cori
- Naimy Hackett – cori
- Giorgio Gaber – voce in Vorrei sapere perché e Rock della solitudine
- Pino Donaggio – voce in Il cane di stoffa